# 马里奥·兰齐
马里奥·兰齐（義大利語：Mario Lanzi，1914年10月10日—1980年2月21日），意大利男子田径运动员，主攻中跑。他曾代表意大利参加1936年夏季奥林匹克运动会田径比赛，获得男子800米银牌。